# Phaea bryani
Phaea bryani là một loài bọ cánh cứng trong họ Cerambycidae.